# Tanzania Community Shield
La Tanzania Community Shield o Supercopa de Tanzania (en suajili: Ngao ya Jamii) es un partido de fútbol anual que se juega entre el último campeón de la Liga tanzana de fútbol contre el campeón de la Copa de Tanzania desde el 2001. Si el campeón de liga y de copa es el mismo equipo, el rival es el subcampeón de liga.
El partido es reconocido como Supercopa por la Federación de Fútbol de Tanzania y la Confederación Africana de Fútbol.

## Palmarés
| Temporada | Campeón       | Resultado     | Finalista     |
| --------- | ------------- | ------------- | ------------- |
| 2001      | Young African | 2–1           | Simba         |
| 2002      | Simba         | 4–1           | Young African |
| 2003      | Simba         | 1–0           | Mtibwa Sugar  |
| 2004      | Cancelado     | Cancelado     | Cancelado     |
| 2005      | Simba         | 2–0           | Young African |
| 2006      | No se jugó    | No se jugó    | No se jugó    |
| 2007      | No se jugó    | No se jugó    | No se jugó    |
| 2008      | No se jugó    | No se jugó    | No se jugó    |
| 2009      | Mtibwa Sugar  | 1–0           | Young African |
| 2010      | Young African | 0–0 [3–1 pen] | Simba         |
| 2011      | Simba         | 0–0           | Young African |
| 2012      | Simba         | 3–2           | Azam          |
| 2013      | Young African | 1–0           | Azam          |
| 2014      | Young African | 3–0           | Azam          |
| 2015      | Young African | 0–0 (8–7 pen) | Azam          |
| 2016      | Azam          | 2–2 (4–1 pen) | Young African |
| 2017      | Simba         | 0–0 (5–4 pen) | Young African |
| 2018      | Simba         | 2–1           | Mtibwa Sugar  |
| 2019      | Simba         | 4–2           | Azam          |
| 2020      | Simba         | 2–0           | Namungo FC    |
| 2021      | Young African | 1–0           | Simba         |
| 2022      | Young African | 2–1           | Simba         |
| 2023      | Simba         | 0–0 (3–1 pen) | Young African |
| 2024      | Young African | 4-1           | Azam          |

## Títulos por equipo
| Club              | Títulos | Subcampeonatos | Años campeón                                               |
| ----------------- | ------- | -------------- | ---------------------------------------------------------- |
| Simba SC          | 10      | 3              | 2002, 2003, 2005, 2011, 2012, 2017, 2018, 2019, 2020, 2023 |
| Young Africans SC | 8       | 6              | 2001, 2010, 2013, 2014, 2015, 2021, 2022, 2024             |
| Azam FC           | 1       | 6              | 2016                                                       |
| Mtibwa Sugar FC   | 1       | 2              | 2009                                                       |
| Namungo FC        | 0       | 1              |                                                            |